# John van Loen
Pour les articles homonymes, voir Van Loen.
 (novembre 2017).
Si vous disposez d'ouvrages ou d'articles de référence ou si vous connaissez des sites web de qualité traitant du thème abordé ici, merci de compléter l'article en donnant les références utiles à sa vérifiabilité et en les liant à la section « Notes et références ».
John van Loen, officiellement Johannes Maria van Loen, né le 4 février 1965 à Utrecht, est un footballeur international et entraîneur néerlandais.

## Biographie
En tant qu'attaquant, John van Loen fut international néerlandais à sept reprises (1985-1990) pour un but inscrit.
Sa première sélection fut honorée le 20 novembre 1985 à Rotterdam, contre la Belgique, qui se solda par une victoire hollandaise (2-1).
Son premier et unique but en sélection fut marqué le 4 janvier 1989 à Tel Aviv, contre Israël, match qui se solda par une victoire (4-0).
Il participa à la Coupe du monde de football 1990, en Italie. Il ne joua qu'un seul match, en tant que remplaçant, à la place de Willem Kieft, contre l'Irlande, à Palerme, le 29 juin 1990, match qui se solda par un match nul (1-1). Ce match est sa dernière sélection. Les Pays-Bas sont éliminés en huitièmes.
Il joua dans différents clubs néerlandais (FC Utrecht, Roda JC, Ajax Amsterdam et Feyenoord Rotterdam), japonais (Sanfrecce Hiroshima), belges (RSC Anderlecht) et chypriotes (APOEL Nicosie). Il remporta quatre coupes des Pays-Bas et un championnat de Belgique.
Il devient entraîneur des jeunes de l'équipe du FC Utrecht (1998-2002) et devient assistant de l'équipe première entre 2002 et 2007.

## Palmarès
FC Utrecht
- Vainqueur de la Coupe des Pays-Bas en 1985.

 RSC Anderlecht
- Champion de Belgique en 1991.

 Feyenoord Rotterdam
- Champion des Pays-Bas en 1993.
- Vainqueur de la Coupe des Pays-Bas en 1994 et 1995.